# Maneaba ni Maungatabu
La Maneaba ni Maungatabu è il parlamento monocamerale delle Kiribati, costituitosi con la Costituzione del 12 luglio 1979. La sua sede è dal 2000 ad Ambo, a Tarawa Sud.
Una maneaba è un tipico edificio delle Kiribati. Maungatabu significa "Montagna sacra" in gilbertese.
È composta da 44 deputati eletti ogni 4 anni con suffragio universale e uno nominato per l’isola Rabi nelle Figi, per rappresentare gli abitanti di Banaba spostati nel 1945.

## Storia
Nella colonia britannica delle Isole Gilbert ed Ellice, la prima forma di parlamento fu un Advisory Council, con solo 5 membri eletti e diversi membri ex-officio nel 1963. Nel 1967, l'Advisory Council diventa la House of Representatives, con 23 membri eletti. Quest'ultima diventa un Legislative Council nel 1970, con 28 membri eletti e meno membri ex-officio. Il Legislative Council diventa la House of Assembly il 1º maggio 1974.
In questa nuova Assemblea, gli 8 deputati eletti delle Isole Ellice costituiscono un gruppo parlamentare distinto, e domandano la separazione dalle Gilbert, tramite referendum nel 1974. Questi 8 deputati lasciano l’Assemblea il 1º gennaio 1976 per creare il Fale i Fono delle Tuvalu. La House of Assembly diventa allora il parlamento delle sole Isole Gilbert con 35 membri eletti, il delegato di Rabi e l'Attorney General (procuratore generale) come membro ex-officio. Le ultime elezioni prima dell’indipendenza si svolgono nel 1978. Il 12 luglio 1979, la House of Assembly prende il nome di Maneaba ni Maungatabu (senza nuove elezioni, con una clausola costituzionale).

## Elezioni
Nella colonia britannica delle isole Gilbert ed Ellice ci sono state elezioni nel 1967 (House of Representatives), 1971 (Legislative Council) e nel 1974 (House of Assembly).
Prima ancora della proclamazione dell'indipendenza (1979), l'elezione generale del 1978 per la House of Assembly permette la creazione della futura Maneaba ni Maungatabu, che prende questo nome in data del 12 luglio 1979.
Ci saranno ulteriori elezioni nel 1982, nel 1983 (dopo una mozione di sfiducia), nel 1987, nel 1991, nel 1994 (dopo una mozione di sfiducia), nel 1998, nel 2002, nel 2003 (dopo una mozione di sfiducia), nel 2007, nel 2011, nel 2015-2016 e nel 2020.
Secondo le raccomandazioni della convenzione costituzionale del 1977, il sistema elettorale vigente dal 1978 è rimasto uguale (con la sola addizione di nuovi seggi, passando dai 35 iniziali ai 45 attuali).
La riforma costituzionale del 2016, toglie il mandato ex officio da deputato all'Attorney General (nel caso che costui non fosse già eletto deputato), con la creazione di un ministro della giustizia.
Nel 1978, c'erano 13 circoscrizioni con un solo deputato eletto, 8 con due deputati eletti, e 2 con tre (a Tarawa Sud, per TUC e per Betio, che attualmente rappresentano più della metà della popolazione della repubblica e già allora un terzo degli abitanti). Le elezioni del 1978 permettono anche di eleggere per la prima volta deputati per le isole Christmas, Fanning e Washington, così come per Banaba.
Gli abitanti di Banaba hanno difatti due rappresentanti nella Maneaba: uno eletto dai pochi abitanti rimasti sull'isola dopo il 1945, uno designato (non eletto) dal consiglio di Rabi, nelle isole Figi, che rappresenta i 5.000 abitanti con cittadinanza delle Kiribati.

## Speaker
Lo Speaker che presiede i dibattiti della Maneaba ni Maungatabu non è un parlamentare e non partecipa ai voti, ma è eletto dal Parlamento alla prima seduta dopo le elezioni.

## Gruppi parlamentari
Dopo le elezioni del 2024, si sono costituiti due gruppi parlamentari:
- quello del Boutokaan Kiribati Moa Party (BKM) (8 deputati), opposizione;
- quello del Tobwaan Kiribati Party (TKP) (33 deputati), maggioranza;
- 4 deputati, sono rimasti Indipendenti e non siedono in nessun gruppo.

Il TKP è il partito dell'attuale presidente.